# Klaus Hoffmann
Klaus Hoffmann (n. 26 martie 1951, Berlin, RDG) este un cântăreț, compozitor și actor german.

## Carieră
Klaus Hoffmann și-a început cariera ca un compozitor de cântece și cântăreț în timpul anilor 1960. El s-a pregătit ca actor la Berlin Max-Reinhardt-Schule für Schauspiel.
În timp ce lucra ca actor el a decis să își continue și cariera de cântăreț, astfel el și-a lansat primul album în 1974, de atunci el a mai lansat încă 30 de albume.
Melodiile lui Hoffmann sunt caracterizate de versurile lor sofisticate, sensibile și descriptive. Înrădăcinat în copilăria sa în clasa muncitoare, în Berlinul de după război și anii adolescenței în timpul revoltelor studenților din 1968, versurile lui Hoffmann reflectă adesea conflictul interior dintre căldura și securitatea familiei și libertatea și posibilitățile necunoscutului.
Hoffmann este considerat principalul interpret german al cantauorului și actorului belgian Jacques Brel. Repertoriul său include o gamă largă de adaptări ale lucrărilor lui Brel. În 1997,  pentru lucrarea Brel - die letzte Vorstellung (Brel - ultima interpretare), scrisă cu permisiunea doamnei Therese Brel, văduva lui Jacques Brel, a primit premiul mondial. Hoffmann a interpretat programul său "Klaus Hoffmann singt Jacques Brel" în Maison Heinrich Heine, la Paris, pe 9 octombrie 2008, la cea de-a 30-a comemorare a morții lui Jacques Brel.
Klaus Hoffmann, împreună cu soția sa Malene Steger, Hoffmann locuiește în orașul său natal Berlin.

## Discografia

### LPs/CDs
- 1975: Klaus Hoffmann
- 1976: Was bleibt
- 1977: Ich will Gesang will Spiel und Tanz – Live
- 1978: Was fang ich an in dieser Stadt?
- 1979: Westend
- 1980: Ein Konzert
- 1982: Veränderungen
- 1983: Ciao Bella
- 1984: Konzert ’84* (PROMO EP)
- 1985: Morjen Berlin
- 1986: Wenn ich sing – Live
- 1987: Klaus Hoffmann
- 1989: Es muß aus Liebe sein
- 1990: Live 90
- 1991: Zeit zu leben
- 1993: Sänger
- 1994: Sänger Live
- 1995: Erzählungen
- 1996: Friedrichstadtpalast 20.00 Uhr
- 1997: Klaus Hoffmann singt Brel
- 1997: Brel – Die letzte Vorstellung – Live
- 1998: Hoffmann-Berlin
- 1998: Hoffmann-Berlin-Unplugged (Studio-Demos / edição limitada)
- 1999: Mein Weg – 12 Klassiker
- 2000: Melancholia
- 2001: Melancholia Live
- 2001: Afghana – Eine literarische Reise – Live
- 2002: Insellieder
- 2003: Da wird eine Insel sein – Live
- 2004: Der Mann, der fliegen wollte – Live
- 2005: Von dieser Welt
- 2006: Von dieser Welt Konzertmitschnitt
- 2006: Wenn uns nur Liebe bleibt – Klaus Hoffmann singt Jacques Brel – Live
- 2008: Spirit
- 2008: Klaus Hoffmann singt Jacques Brel - in Paris (edição limitada)